# Maumont
Maumont – francuska rzeka w departamencie Corrèze. Rzeka jest prawym dopływem Corrèze. 
Maumont ma 15 km długości, a powierzchnia jego dorzecza wynosi 167 km². 
Rzeka powstaje z połączenia dwóch rzek, Maumont Blanc i Maumont Noir, 2 km na północny wschód od miasta Donzenac na wysokości nieco ponad 150 m n.p.m. Przepływa przez miasto Donzenac i uchodzi do Corrèze na wysokości 99 m n.p.m. na zachód od Brive-la-Gaillarde w gminie Ussac. 
Według niektórych źródeł rzeka ma długość 37,1 km, ponieważ niektórzy liczą długość od źródeł rzeki Maumont Blanc.